# Ichthydium (Ichthydium) rostrum
Ichthydium (Ichthydium) rostrum is een buikharige uit de familie Chaetonotidae. Het dier komt uit het geslacht Ichthydium. Ichthydium (Ichthydium) rostrum werd in 1968 voor het eerst wetenschappelijk beschreven door Roszczak. 